# アブドゥルワーセア・アル＝マタリー
アブドゥルワーセア・アル＝マタリー（アラビア語: عبد الواسع المطري、Abdulwasea Al Matari、1994年7月4日 - ）は、イエメンのプロサッカー選手。UAEディヴィジョン1 グループAのディバ・アル・ヒスンSC所属、ポジションはMF、FW。サッカーイエメン代表。元U-23同代表。
アブドゥルワセア・アル＝マタリとも表記される。

## 来歴

### クラブ
アル・ヤルムークから2015年にアル・オルーバに移籍。アル・オルーバではAFCカップ2016に出場し、得点を記録している。

### 代表
AFCアジアカップ2019・3次予選では2試合で得点をあげる活躍で、本大会出場権獲得に貢献した。
ガルフカップ2014、ガルフカップ2017などに出場している。